# Cipriano Vimercati
Cipriano de Vimercati y Benítez (Jerez de la Frontera, 1730 — Santiago de Compostela (La Coruña), 29 de janeiro de 1808) foi um oficial militar que se distinguiu no campo da matemática, da astronomia e como professor. Após enviuvar foi ordenado presbítero, falecendo como cónego da Catedral de Santiago de Compostela.